# Neil Wagner
Neil Wagner (* 13. März 1986 in Pretoria, Südafrika) ist ein neuseeländischer Cricketspieler, der zwischen 2012 und 2024 für die neuseeländische Nationalmannschaft spielte und mit ihr unter anderem die ICC World Test Championship 2019–2021 gewann.

## Kindheit und Ausbildung
Wagner besuchte die Afrikaans High School for Boys in Pretoria und erlernte dort das Cricket spielen.

## Aktive Karriere

### Anfänge in der Nationalmannschaft
Wagner gab sein First-Class-Debüt in der Saison 2005/06 für die Northerns. Ein jahr später tourte er mit der National Academy Simbabwe und Bangladesch. Zwar war er mit 39 Wickets der beste Bowler der South African Airways Provincial Three-Day Challenge 2006/07, jedoch sah er für sich bedingt durch das südafrikanische Quotensystem dort keine Zukunft. Daraufhin spielte er ab der Saison 2008/09 für Otago in Neuseeland. Dort stieg er im Plunket Shield 2010/11 zum besten Bowler der Liga auf, was er in der Saison 2011/12 wiederholen konnte. Ab April 2012 war er dann für Neuseeland spielberechtigt. Sein Test-Debüt folgte dann im Juli 2012 in den West Indies. Zunächst spielte er daraufhin nur unregelmäßig im Nationalteam. Im März 2013 erzielte er gegen England im ersten Test insgesamt sieben Wickets (4/42 & 3/141). Beim darauffolgenden Gegenbesuch in England erreichte er 3 Wickets für 70 Runs. Im Oktober erzielte er im zweiten Test der Test-Serie in Bangladesch sein erstes Five-for (5/64). Gegen die West Indies im Dezember erreichte er noch ein Mal drei Wickets (3/112). Seinen Durchbruch konnte er dann im ersten Test der Tour gegen Indien im Februar 2014 erreichen, als ihm insgesamt acht Wickets (4/64 & 4/62) gelangen. Im zweiten Test der Serie folgten weitere drei Wickets (3/106).
Im Sommer fand er im letzten Test der Serie in den West Indies einen Einsatz, als er Ish Sodhi ersetzte, und konnte dabei vier Wickets (4/64) erzielen. Auch erhielt er einen Vertrag mit Northamptonshire in der englischen County Championship 2014. Im Dezember erreichte er 3 Wickets für 60 Runs gegen Sri Lanka. Es dauerte ein Jahr, bis er erneut einen Einsatz im Nationalteam fand. Gegen Sri Lanka erzielte er zwei Mal drei Wickets (3/87 und 3/40). Gegen Australien konnte er im zweiten Test im Februar 2016 6 Wickets für 106 Runs erzielen. Im Sommer spielte er zunächst für Lancashire in der County Championship 2016. Daraufhin reiste er mit dem Team nach Simbabwe, wo ihm im ersten Test 6 Wickets für 41 Runs gelangen. Bei der darauf folgenden Tour in Südafrika erzielte er drei Wickets (3/47) im ersten und fünf Wickets (5/86) im zweiten Innings. In der Saison 2016/17 erreichte er gegen Pakistan drei Mal drei Wickets (3/34 und 3/59 & 3/57) in den beiden Tests. Im Januar folgten gegen Bangladesch erst vier Wickets (4/151) und dann drei Wickets (3/44). Zum Ende der Saison kam Südafrika nach Neuseeland, wo ihm drei Mal drei Wickets (3/88, 3/102 und 3/104) in der Test-Serie gelangen. Im Sommer spielte er dann in der County Championship 2017 für Essex und half ihnen bei ihrem Titelgewinn.

### Gewinn der Test-Weltmeisterschaft
Im Dezember 2017 traf er mit dem Team auf die West Indies, wo er nach 7 Wickets für 39 Runs im ersten Test als Spieler des Spiels ausgezeichnet wurde. Im zweiten Spiel der Serie konnte er noch ein Mal drei Wickets (3/42) hinzufügen. Zum Ende der Saison kam England nach Neuseeland und er erreichte drei Wickets (3/77). In der Saison 2018/19 erreichte er im zweiten Test der Tour gegen Sri Lanka vier Wickets (4/48). Dem folgte eine Serie gegen Bangladesch, wo ihm zunächst fünf Wickets (5/47) im ersten und dann insgesamt neun Wickets (4/28 & 5/45) im zweiten Test gelangen. Die Saison 2019/20 begann mit einer Test-Serie gegen England. Im ersten Test erzielte er dabei insgesamt acht Wickets (3/90 & 5/44) und im zweiten fünf wickets (5/124) und wurde dafür als Spieler der Serie ausgezeichnet. In Australien konnte er daraufhin zwei Mal insgesamt sieben Wickets erreichen (4/92 & 3/59 und 4/83 & 3/50), bevor er im dritten Test noch einmal drei Wickets (3/66) beisteuerte.
Nach der Unterbrechung auf Grund der COVID-19-Pandemie kamen im Dezember 2020 die West Indies nach Neuseeland. Im ersten Test erreichte er 4 Wickets für 66* Runs und im zweiten neben drei Wickets (3/54) mit 66 Runs am schlag sein einziges internationales Fifty seiner Karriere. Kurz darauf brach er sich im ersten Test der Tour gegen Pakistan seinen Zeh und musste daraufhin mehrere Wochen aussetzen. Im Saison 2021 erreichte er in England 3 Wickets für 18 Runs. Im Anschluss nach der Serie fand das Finale der ICC World Test Championship 2019–2021 statt, in dem sich Neuseeland mit seiner Hilfe gegen Indien durchsetzen konnte und sich so die erste Test-Weltmeisterschaft sicherte. In der Saison 2021/22 erreichte er gegen Bangladesch zwei mal drei Wickets (3/101, 3/77). Dem folgte eine Tour gegen Südafrika, wo ihm im zweiten Test 4 Wickets für 102 Runs gelangen. Im Februar 2023 traf er mit dem Team auf England, wo er in den beiden Tests jeweils vier Wickets (4/82 und 4/62) erzielte. Im März verletzte er sich bei der Tour gegen Sri Lanka und musste die Tour abbrechen. Nachdem er an Rückenproblemen litt, wurde er im Verlauf der Saison 2023/24 wieder in den Kader berufen. Er spielte einen Test gegen Südafrika, der sein letztes internationales Spiel sein sollte. Nachdem er nicht für die Tour gegen Australien nominiert wurde, trat er vom internationalen Cricket zurück.